# فرنار مخطط الجناح
فرنار مخطط الجناح (الاسم العلمي: Furnarius figulus) (بالإنجليزية: Wing-banded Hornero)‏ هو نوع من الطيور يتبع جنس فرنار من فصيلة فرنارية.